# Clepsis violacea
Clepsis violacea es una especie de polilla del género Clepsis, categorizada en la tribu Archipini, de la subfamilia Tortricinae.

## Distribución
Se distribuye por Mongolia.

## Taxonomía
Fue descrita por Razowski en 1966 y publicada en (Clepsis), Ann. Zool. 23: 498.